# 1799 Koussevitzky
1799 Koussevitzky è un asteroide della fascia principale del diametro medio di circa 23,26 km. Scoperto nel 1950, presenta un'orbita caratterizzata da un semiasse maggiore pari a 3,0265023 UA e da un'eccentricità di 0,1239522, inclinata di 11,50479° rispetto all'eclittica.
L'asteroide è dedicato al direttore d'orchestra russo Sergej Aleksandrovič Kusevickij.